# Maransis senex
 Maransis senex is een wandelende tak uit de familie Bacillidae. De wetenschappelijke naam van deze soort is voor het eerst voorgesteld als Leptynia senex door James Abram Garfield Rehn in een publicatie uit 1911.
De soort komt voor in Kenia.